# Asier Illarramendi Andonegi
Asier Illarramendi Andonegi (Mutriku, Guipúscoa, País Basc, 8 de març del 1990) és un futbolista basc, conegut com a Illarra, que juga a la posició de centrecampista i actualment milita al FC Dallas.

## Trajectòria
Jugador procedent del prolífic planter donostiarra. Les seves bones actuacions al filial, afegit a les baixes, van permetre-li debutar amb el primer equip de la Reial. El seu bon control de la pilota i la sobrietat que ha demostrat en els partits que ha jugat li van permetre ascendir al primer equip la temporada 2011-2012.
El 19 de juny del 2010 va debutar amb el primer equip de la mà de l'aleshores entrenador Martín Lasarte a Elx en el partit que enfrontava l'equip local amb la Reial Societat, disputant 67 minuts. Aquest partit, que va finalitzar en victòria de l'Elx per 4 a 1, tancava la temporada del retorn de la Reial Societat a la màxima competició estatal.
Tot i així, va haver d'esperar fins a principis del 2011 per disposar de més minuts al primer equip. Va ser el 23 de gener del 2011 durant el partit que va enfrontar a la Reial Societat amb el Vila-real CF (2-1) de la 20.a jornada de Lliga a El Madrigal. Aquesta aparició va suposar el seu debut a la Primera Divisió. El 26 de febrer de 2011 va jugar el seu primer partit com a titular a l'Estadi Cornellà-El Prat jugant tot el partit en la derrota de la Reial per 4-1 davant del RCD Espanyol.
Durant la pretemporada del curs 2011 - 2012, Asier Illarramendi es va convertir en jugador de la primera plantilla de la Reial Societat que, després de cessar l'entrenador Lasarte, havia contractat al francès Philippe Montanier.
El 19 d'octubre del 2012, Asier renovà amb la Reial fins al juny del 2018, convertint-se en el jugador amb el contracte més llarg amb el club.

### Reial Madrid
El dia 12 de juliol de 2013 es confirma el seu fitxatge pel Reial Madrid després d'abonar el club "blanc" la seva clàusula de 30 milions d'euros, més impostos, assolint el total de l'operació els 38,8 milions d'euros. El futbolista va fer una emotiva roda de premsa a Zubieta per acomiadar-se de l'afició txuri-urdin.
El 26 d'agost de 2015, la Reial Societat va arribar a un acord amb el Reial Madrid pel retorn del jugador a Anoeta.

## Selecció espanyola
El 16 de març de 2011 va ser convocar per primera vegada per la selecció de futbol sub-21 d'Espanya per al partit amistós contra la selecció francesa sub-21. L'estiu de 2012, va ser el substitut de Thiago Alcántara a la Sub-21 després de la seva lesió, tot i que va ser el jugador descartat per Luis Milla per a la convocatòria final dels Jocs Olímpics de Londres 2012, en la qual si hi va ser el seu company Íñigo Martínez. El juny de 2013 va ser de nou convocat per la sub-21 per a l'Europeu sub 21 que tindria lloc aquell mateix mes en terres israelites i on la selecció espanyola va revalidar el títol de campiona d'Europa sub 21

## Palmarès
Reial Societat
- 1 Copa del Rei: 2019-20
- 1 Segona Divisió: 2009-10

Reial Madrid
- 1 Campionat del Món de Clubs: 2014
- 1 Lliga de Campions: 2013–14
- 1 Supercopa d'Europa: 2014
- 1 Copa del Rei: 2013-14

Selecció espanyola
- 1 Campionat d'Europa sub-21: 2013[8]

## Clubs i estadístiques
- Actualitzat a 19 de gener de 2013

| Club             | Categoria               | Temporada               | Lliga BBVA | Lliga BBVA | Copa del Rei | Copa del Rei | Total | Total |
| Club             | Categoria               | Temporada               | Jug.       | Gols       | Jug.         | Gols         | Jug.  | Gols  |
| ---------------- | ----------------------- | ----------------------- | ---------- | ---------- | ------------ | ------------ | ----- | ----- |
| Reial Societat B | Segona Divisió B        | 2007-08                 | 7          | 0          | -            | -            | 7     | 0     |
| Reial Societat B | Segona Divisió B        | 2008-09                 | 31         | 2          | -            | -            | 31    | 2     |
| Reial Societat B | Segona Divisió B        | 2009-10                 | 27         | 2          | -            | -            | 27    | 2     |
| Reial Societat B | Segona Divisió B        | 2010-11                 | 28         | 3          | -            | -            | 28    | 3     |
| Reial Societat B | Segona Divisió B        | Total                   | 93         | 7          | -            | -            | 93    | 7     |
| Reial Societat   | Segona Divisió          | 2009-10                 | 1          | 0          | 0            | 0            | 1     | 0     |
| Reial Societat   | Primera Divisió         | 2010-11                 | 3          | 0          | 0            | 0            | 3     | 0     |
| Reial Societat   | Primera Divisió         | 2011-12                 | 18         | 0          | 0            | 0            | 18    | 0     |
| Reial Societat   | Primera Divisió         | 2012-13                 | 18         | 0          | 2            | 0            | 20    | 0     |
| Reial Societat   | -                       | Total                   | 40         | 0          | 2            | 0            | 42    | 0     |
| -                | Total carrera esportiva | Total carrera esportiva | 133        | 7          | 2            | 0            | 135   | 7     |